# Сан-Джасинто (горы)
Сан-Джасинто (англ. San Jacinto Mountains) — горный хребет к востоку от Лос-Анджелеса, на юге штата Калифорния, США. Протянулся на 48 км от хребта Сан-Бернардино на севере до хребта Санта-Роза на юге. Самый северный хребет в группе Полуостровных хребтов, которая протянулась отсюда вплоть до южной точки полуострова Калифорния почти на 1500 км.
Высшей точкой хребта является гора Сан-Джасинто-Пик (3302 м), расположенная к западу от города Палм-Спрингс. Вдоль восточной границы хребта простирается долина Коачелла, вдоль западной границы — долина Сан-Джасинто. Перевалы Баннинг и Сан-Горгонио отделяют хребет от горы Сан-Горгонио (3506 м), возвышающейся на севере, в горном хребте Сан-Бернардино.